# آنا آمیراتی
آنا آمیراتی (انگلیسی: Anna Ammirati؛ زادهٔ ۴ ژانویهٔ ۱۹۷۹) هنرپیشه سینما و تلویزیون اهل ایتالیا است. 
از فیلم‌ها یا مجموعه‌های تلویزیونی که وی در آن نقش داشته است می‌توان به مونلا و من و پسرم - ماجراهای جدید برای کمیسر ویوالدی اشاره کرد.